# غريغ لويس (لاعب كرة قدم أمريكية)
غريغ لويس (بالإنجليزية: Greg Lewis)‏ هو لاعب كرة قدم أمريكية أمريكي، ولد في 10 أغسطس 1969 في بورت سانت جو في الولايات المتحدة.

## وصلات خارجية
- غريغ لويس (لاعب كرة قدم أمريكية) على موقع مرجع كرة القدم المحترفة.كوم (الإنجليزية)